# CIC (Nintendo)
Провера интегрисаног кола (Checking Integrated Circuit) или CIC је чип за закључавање дизајниран за Nintendo Entertainment System који је имао три главне сврхе:
- Да Nintendo има потпуну контролу над софтвером објављеним за платформу
- Да би се спречило покретање нелиценцираних и пиратских кертриџа за игру
- Да би се олакшало регионално закључавање

Побољшани дизајн CIC чипа коришћен је и у каснијим Super Nintendo Entertainment System и Nintendo 64, иако је покренут ажурирани безбедносни програм који врши додатне провере.

## 10NES
Систем 10NES je систем закључавања  дизајниран за северноамеричку и европску верзију конзоле за видео игре Nintendo Entertainment System (NES). Чип је брава  која се може отворити кључем у играма,   дизајнирана да ограничи софтвер којим се може управљати на систему.
Чип није био првобитно присутан за Famicom игре 1983. године, али је откривено да је био део NES игара након 1985. године због Nintendo-oвих патентних пријава за чип.  Чип је развијен као резултат пада видео игара 1983. у Северној Америци, делимично узрокованог презасићеним тржиштем конзола због недостатка контроле над издаваштвом. Председник компаније Nintendo Хироши Јамаучи рекао је 1986. године: "Atari је пропао јер су дали превише слободе програмерима независних произвођача и тржиште је било преплављено лошим играма."  Захтевајући присуство 10NES-а у кертриџу за игре, Nintendo је спречио програмере трећих страна да производе игре без Nintendo-oвог одобрења, а компанији је обезбедио накнаде за лиценцирање , праксу коју је раније успоставио са Famicom играма.

### Дизајн
Систем се састоји од два дела, Sharp Corporation 4-битног SM590   микроконтролера у конзоли ("брава") који проверава убачени кертриџ за аутентикацију, и подударни чип у кертриџу игре ("кључ") који даје код на захтев.  Ако кертриџ не обезбеди аутентификацију, CIC више пута ресетује CPU на фреквенцији од 1Hz.    Због тога телевизор и напајање трепере истом брзином од 1Hz и спречавају игру.
Програм који се користи у NES CIC-у зове се 10NES и патентиран је под патентом U.S. Patent 4.799.635.  Изворни код је заштићен ауторским правима; само Nintendo може произвести ауторизацијске чипове. Патент који покрива 10NES истекао је 24. јануара 2006. године, иако су ауторска права и даље на снази за тачне клонове. Постоје компатибилни клонови који користе другачији код.

## Заобилажење

### Nintendo Entertainment System
Већина нелиценцираних компанија створила је кола која су користила напонски скок да искључе јединицу за потврду идентитета.
Неколико нелиценцираних игара објављених у Европи и Аустралији (попут HES игара) дошло је у облику адаптера који би био повезан са лиценцираним кертриџом, како би се за аутентификацију користио CIC закључани чип тог кертриџа. Ова метода је такође радила на SNES-у и користила ју је игра Super 3D Noah's Ark.
Tengen (Atari-јева подружница за NES игре) узео је другачију тактику: корпорација је добила опис кода у чипу за закључавање од америчке Канцеларије за ауторска права, тврдећи да је у правном случају морала да се брани од садашњих тужби за повреду права.   Tengen затим користи ове документе да дизајнирају свој Rabbit чип, који дуплира функцију 10NES.  Nintendo је тужио Tengen због ових радњи. Суд је утврдио да Tengen није прекршио ауторска права за копирање дела кода неопходног за поништавање заштите са тренутним NES конзолама, али је прекршио ауторска права за копирање делова кода који се не користе у комуникацији између чипа и конзоле.  Tengen је у потпуности копирао овај код јер су будућа издања конзола могла бити конструисана да надокнаде неслагање. По почетном захтеву, суд је стао на страну Nintendo-a по питању повреде патента, али је приметио да ће се Nintendo-ов патент вероватно сматрати очигледним јер је у основи U.S. Patent 4.736.419 са додатком пина за ресетовање, што је у то време већ било уобичајено у свету електронике.  Порота од осам особа касније је открила да је Atari заиста прекршио закон.  Иако је Nintendo победио у почетном суђењу, пре него што су заиста могли да спроведу пресуду, мораће да патент задрже под надзором, као и да се позабаве Tengen-овим антимонополским потраживањима. Пре него што се то догодило, стране су се договориле. 
Мала фирма која се зове RetroZone, прва компанија да објави игре на NES-y у више од једне деценије, користи више-регионски чип за закључавање за NTSC, PAL A, и PAL B под називом Ciclone који је настао од обрнутог инжењеринга Tengen-овог Rabbit чипa. То ће омогућити играње игара у више од једног региона. Намера је да се игре омогуће за играње на старијем хардверу који користи 10NES чип за закључавање и два друга региона, иако top-loading NES не користи чип за закључавање. Ciclone чип је први чип за закључавање који је развијен након истека патента за 10NES. Од тада је било неколико других имплементација отвореног кода које су омогућиле широј јавности да репродукује CIC-ове са више региона на АVR микроконтролерима.
Будући да 10NES у моделу NES-001 Control Deck повремено не успева да аутентификује легалне кертриџе, уобичајена модификација је потпуно онемогућавање чипа исецањем пина 4 на интерном 10NES закључавајућем чипу Control Deck-а.

## Super Nintendo Entertainment System
Пред крај животног века SNES-а, CIC је клониран и коришћен у пиратским играма. Често би се клонирани CIC чип мењао са неупадљивим бројем марке/дела како би се спречило откривање од стране надлежних органа. Алтернативно, горепоменути метод коришћења CIC чипа лиценциране игре је био могућ.

### Super Famicom
- CIC чип на SFC главној плочи (F411)
- CIC чип на SFC кертриџу (D411)